# Нова Бошаца
Нова Бошаца (словац. Nová Bošáca) — село, громада округу Нове Место-над-Вагом, Тренчинський край. Кадастрова площа громади — 33.44 км².
Населення 1030 осіб (станом на 31 грудня 2020 року).

## Географія
Протікає Предполомський потік. Розташовані пам'ятки природи Бестінне і Блажейова.

## Історія
Нова Бошаца згадується 1950 року.

## Населення
| Рік:            | 1994. | 2004.   | 2014.   | 2024.   |
| --------------- | ----- | ------- | ------- | ------- |
| Кількість осіб: | 1261  | 1192    | 1106    | 1001    |
| Різниця:        |       | -5,47 % | -7,21 % | -9,49 % |

| Рік:            | 2023. | 2024.   |
| --------------- | ----- | ------- |
| Кількість осіб: | 1015  | 1001    |
| Різниця:        |       | -1,37 % |